# Euphorbia regis-jubae
Euphorbia regis-jubae är en törelväxtart som beskrevs av Jacques Étienne Gay. Euphorbia regis-jubae ingår i släktet törlar, och familjen törelväxter. Inga underarter finns listade i Catalogue of Life.

## Bildgalleri

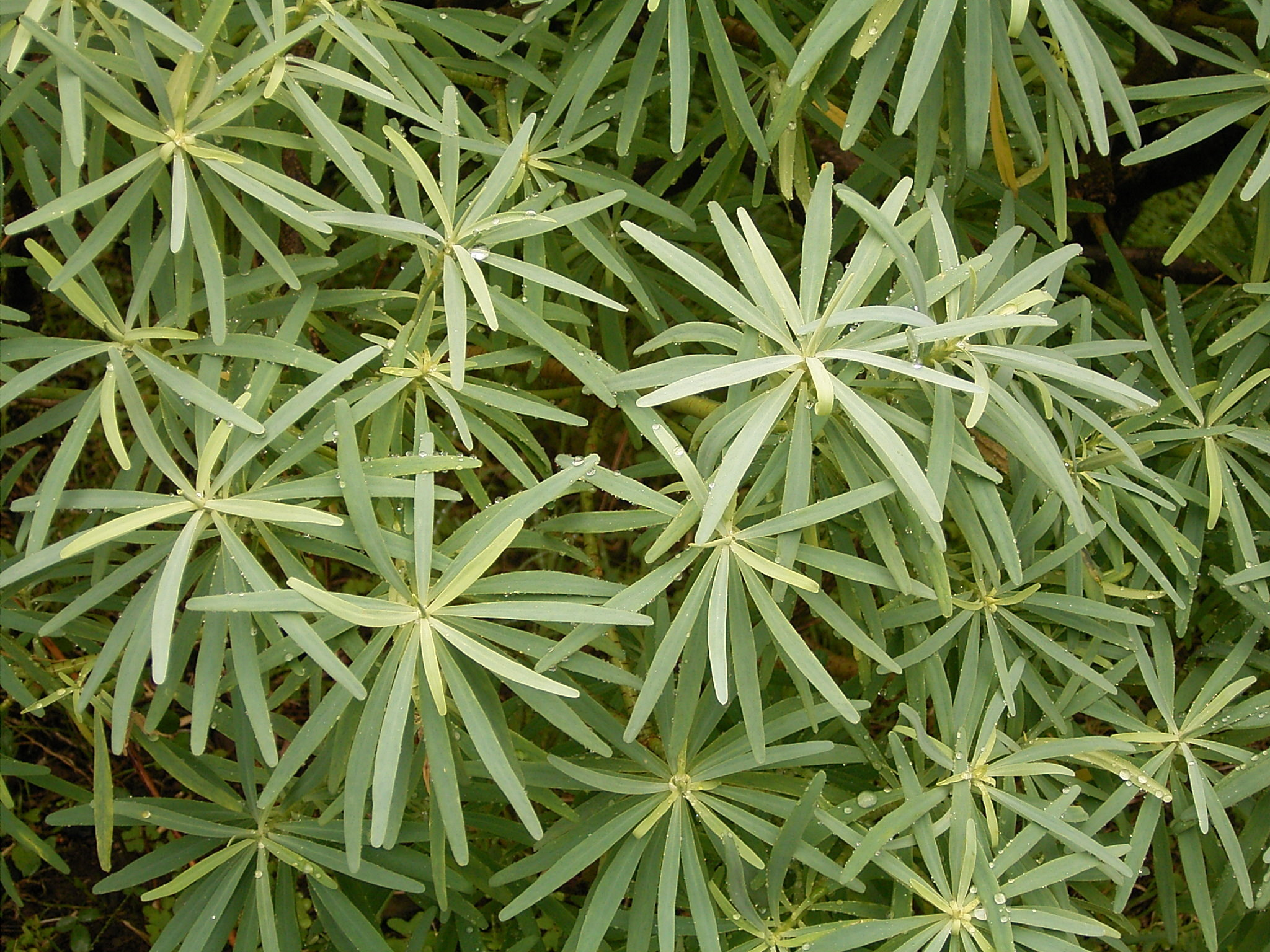
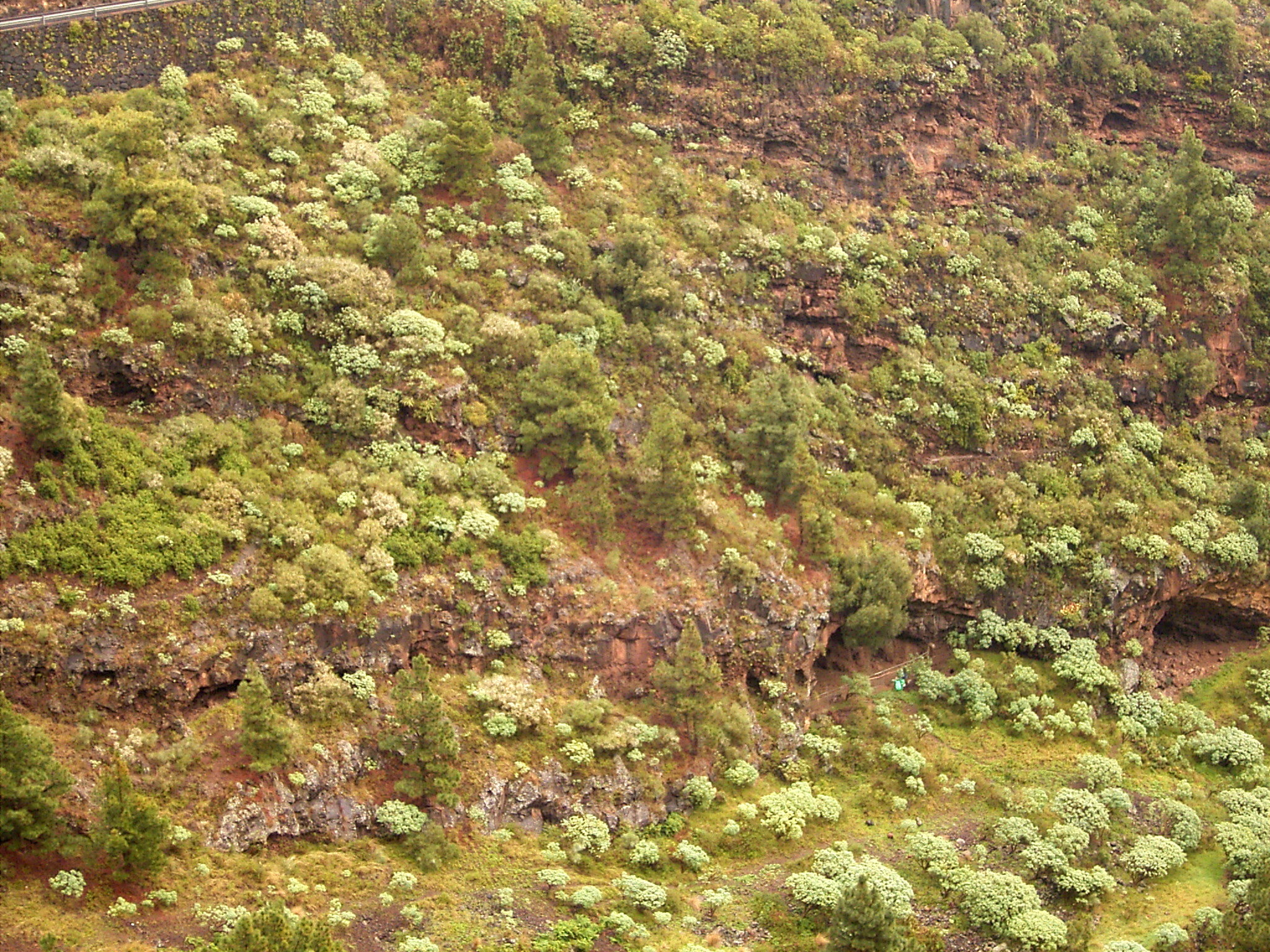
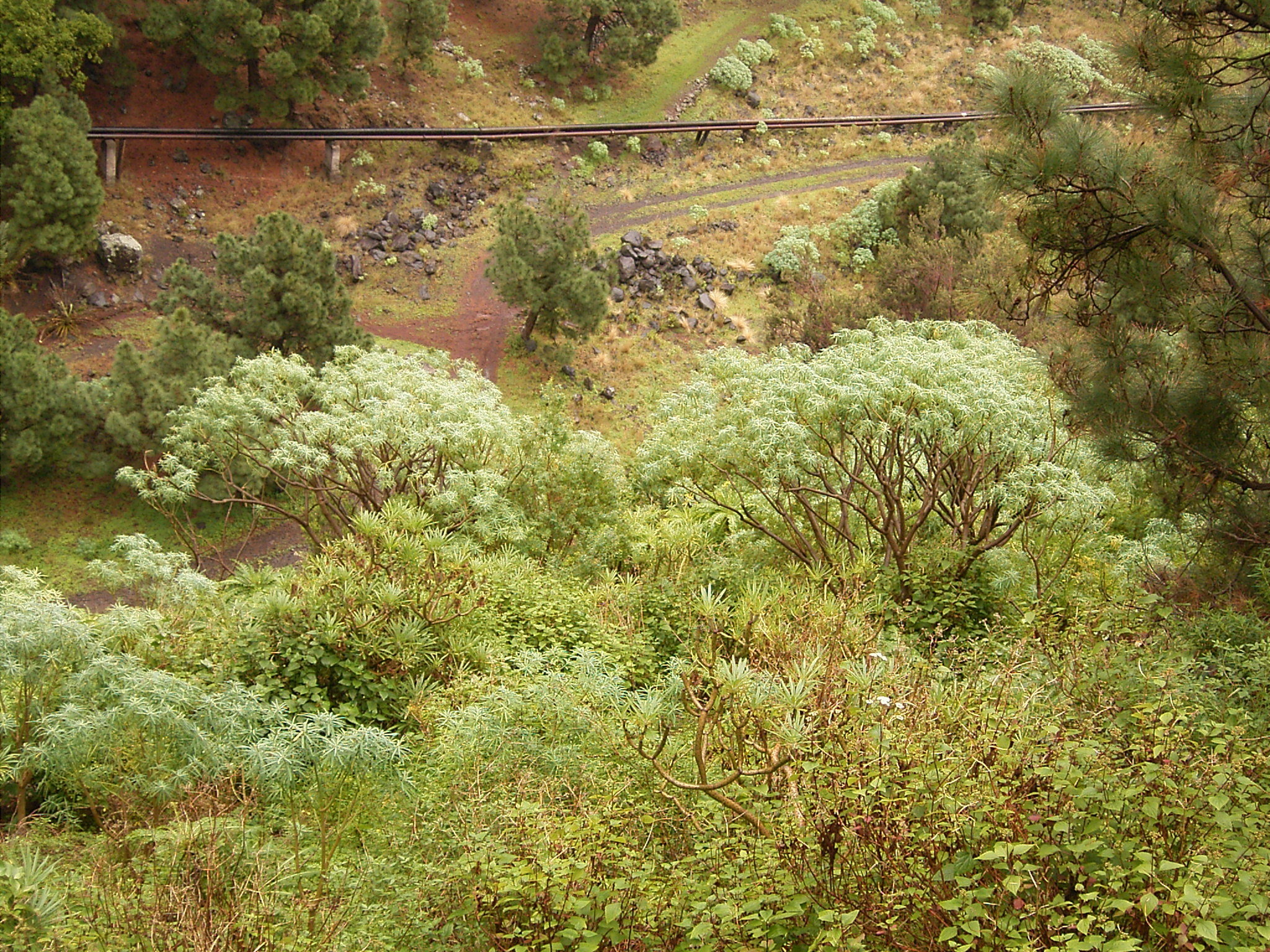
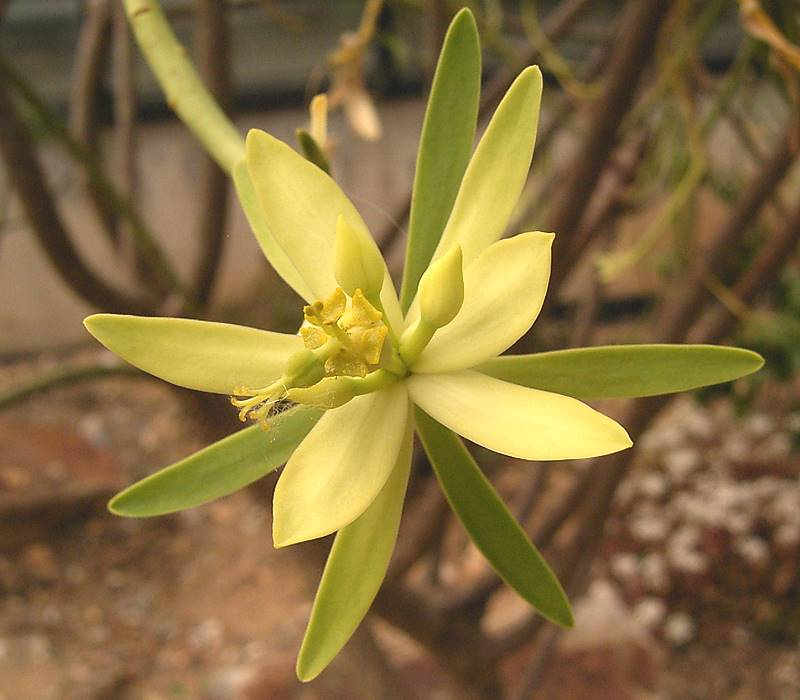
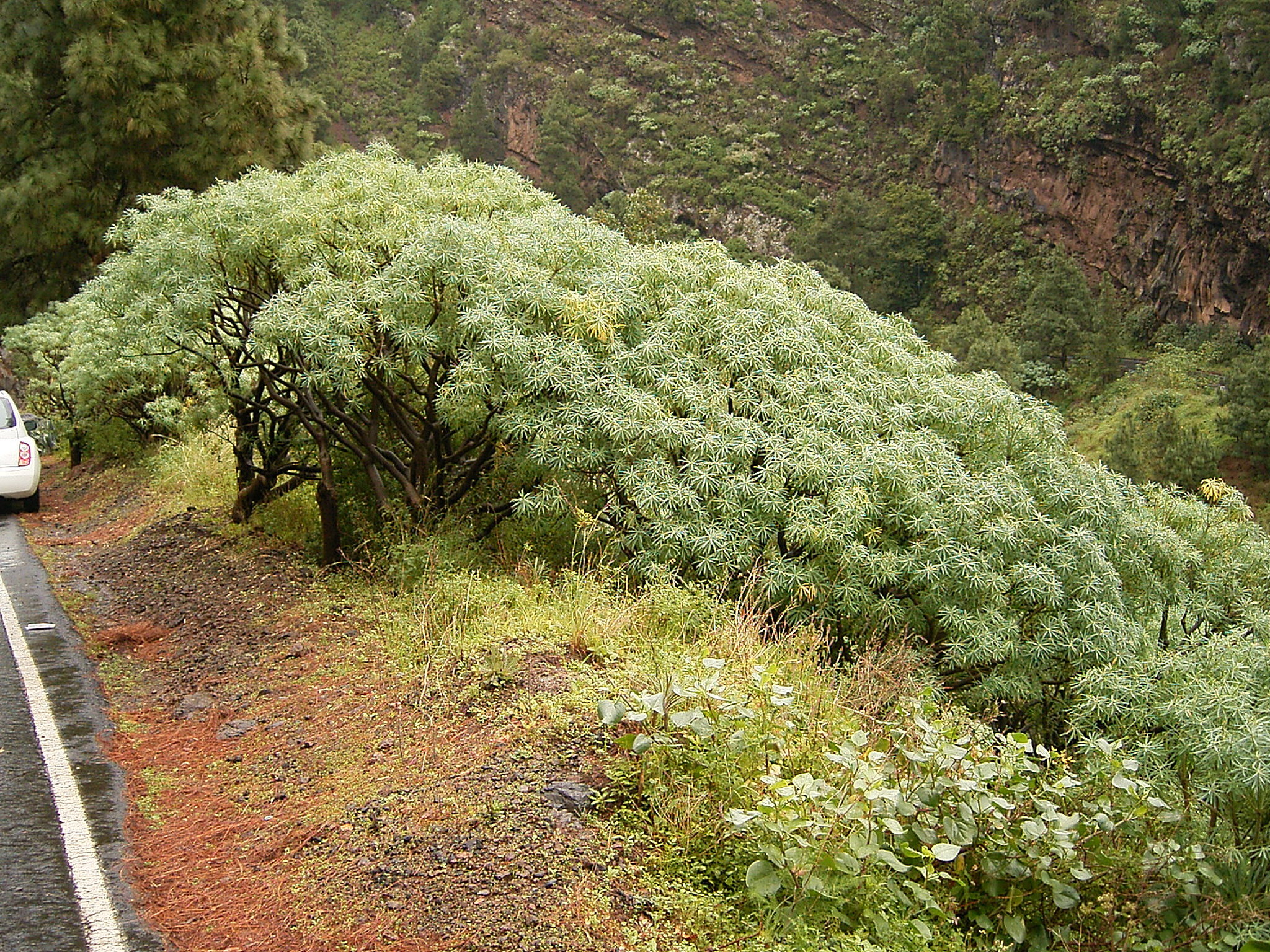
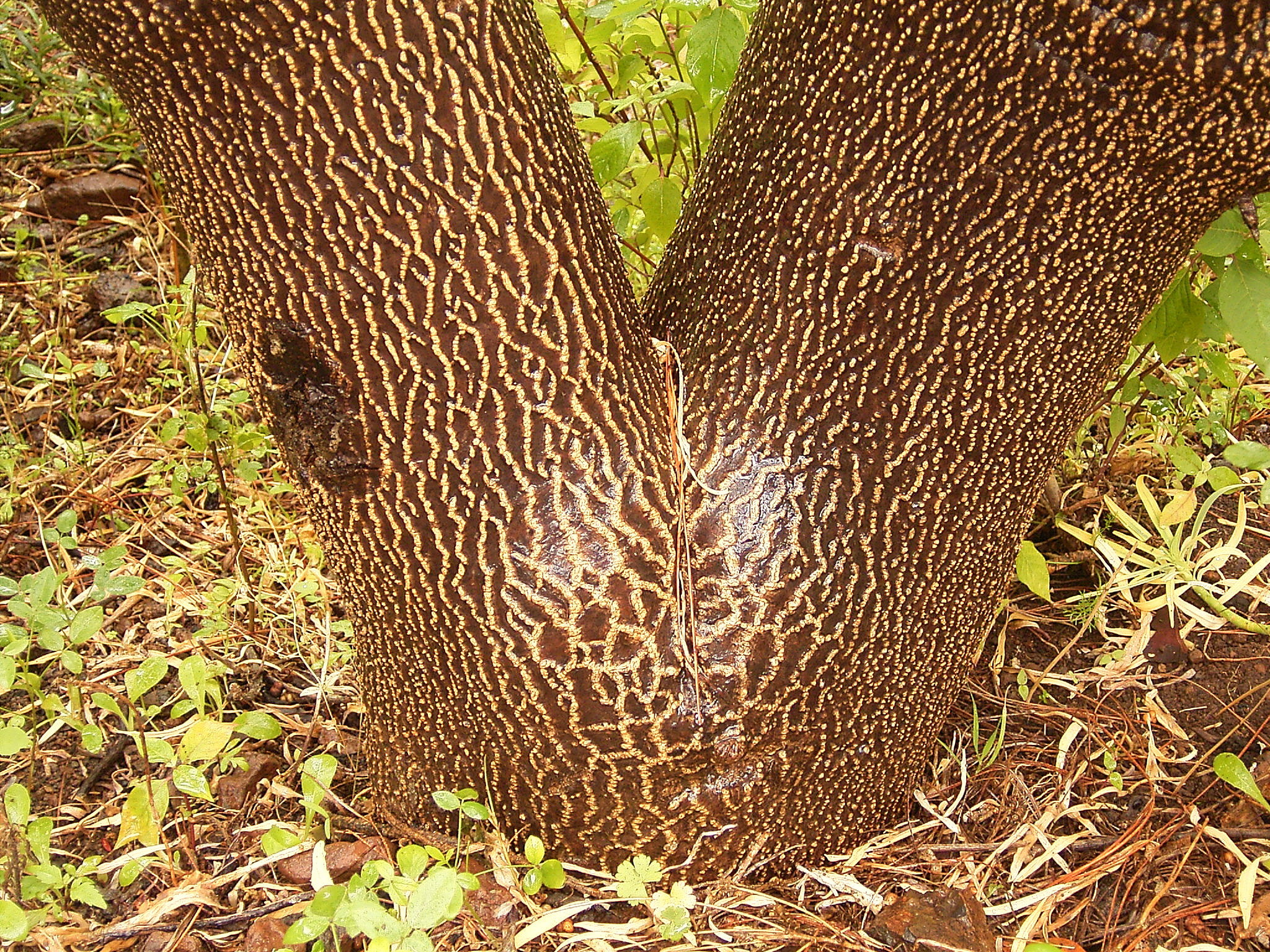